# Naso Aquilino
Naso Aquilino (in Cheyenne Vóhko'xénéhe, scritto anche Woqini; in inglese Roman Nose o Hook Nose; 1835 – 17 settembre 1868) è stato un condottiero nativo americano della tribù dei Cheyenne Settentrionali, e una delle figure più importanti all'epoca delle guerre indiane nelle Pianure negli anni sessanta del XIX secolo.

## Biografia
Nato durante il solstizio d'inverno e chiamato Sautie ("pipistrello") da ragazzo, adottò in seguito il suo nome da guerriero, che gli americani rendevano di solito come Roman Nose, e cioè Naso Aquilino.
Considerato invincibile in combattimento, si distinse in battaglia ad un livello tale da indurre l'esercito degli Stati Uniti a credere che si trattasse del capo dell'intera nazione Cheyenne. In seguito al massacro di Sand Creek nel Novembre 1864, Naso Aquilino divenne una figura di primo piano conducendo azioni di rappresaglia contro gli insediamenti Euro-Americani nelle regioni lungo la Platte Road e il Powder River nel Wyoming centro-meridionale e, più tardi, nella valle del Platte nel Nebraska, nel Kansas occidentale e nei territori orientali del Colorado. Il medico e scrittore di origine sioux Charles A. Eastman (1858-1939) scrisse di lui: «Forse nessun altro guerriero ha attaccato più emigranti di lui lungo la pista dell'Oregon tra il 1860 e il 1868.»
A dispetto della credenza popolare, Naso Aquilino non fu mai capotribù, né condottiero di alcuna delle sei società militari Cheyenne. Noto a tutti gli Indiani delle pianure come un grande guerriero, la sua fama si diffuse presto tra i bianchi, i quali lo ritenevano responsabile della maggior parte delle ostilità tra i Cheyenne e l'esercito statunitense. Membro della Crooked Lance Warrior Society (Società Guerriera della Lancia Ricurva), rifiutò più volte un posto fra i capi Cheyenne e non ricoprì mai una posizione di autorità all'interno della sua tribù.
Fisicamente imponente, esistono diverse testimonianze storiche del suo aspetto impressionante ed intimidatorio. Isaac Coates, medico del generale Winfield S. Hancock, assisté ad uno scontro verbale tra Hancock e Naso Aquilino fuori da Fort Larned, nell'aprile 1867. Coates scrisse:
Naso Aquilino si oppose ai trattati con il governo federale degli Stati Uniti, mentre gli altri leader chiedevano la pace. A seguito dell'applicazione del trattato del fiume Little Arkansas nel 1865, Naso Aquilino si spostò a sud con l'intenzione di aiutare i suoi amici (Orso Toro, Barba Grigia e i Dog Soldiers Cheyenne) nella difesa degli antichi territori di caccia lungo il fiume Smoky Hill e nella valle del Republican. Fu ucciso da soldati americani durante la battaglia di Beecher Island il 17 settembre 1868, nel tentativo di assaltare un isolotto nel fiume Arikaree, dove si era asserragliato un gruppo di scout agli ordini del colonnello George Forsyth.

## Il leggendario copricapo
Secondo una storia ammantata di leggenda, Naso Aquilino possedeva un elaborato copricapo da guerra di penne d'aquila, che credeva gli conferisse poteri speciali. Il copricapo era stato realizzato da un uomo di medicina dei Cheyenne settentrionali, Ghiaccio – in seguito noto anche come Toro Bianco – il quale aveva assicurato Naso Aquilino che, indossandolo, sarebbe stato immune ai proiettili dell'uomo bianco, però a due condizioni: non avrebbe mai dovuto stringere la mano alla maniera dell'uomo bianco stesso e non avrebbe mai dovuto mangiare alcunché preparato o servito con utensili di ferro del medesimo uomo bianco. Ghiaccio mise in guardia il guerriero cheyenne che, ove avesse violato anche una sola delle due condizioni, sarebbe sicuramente stato ucciso in combattimento.
Alcuni giorni prima della battaglia di Beecher Island, Naso Aquilino partecipò ad una festa in un vicino accampamento sioux e mangiò tra l'altro del frybread, una pietanza indiana, senza sapere che una donna l'aveva manipolata impiegando anche una forchetta di ferro. Avvertito dell'accaduto proprio mentre stava andando in battaglia il 17 settembre del 1868, e non essendovi tempo per praticare cerimonie di purificazione, Naso Aquilino decise inizialmente di non prendere parte al combattimento e di restare a guardarlo da lontano. Quando però venne rimbrottato da un guerriero più anziano per la sua apparente codardia, decise di prendere comunque parte alla battaglia pur nella convinzione che sarebbe stata l'ultima per lui. Indossò quindi le sue vesti da combattimento, compreso il copricapo, e guidò i suoi guerrieri all'assalto di Beecher Island, venendo falciato dagli scout di Forsyth. Morì quello stesso pomeriggio, verso il tramonto.
La perdita di Naso Aquilino ebbe un effetto devastante sugli sforzi dei Cheyenne di difendere le proprie terre, che terminarono con la sconfitta di Toro Alto e dei Dog Soldiers nella battaglia di Summit Springs, vicino Sterling in Colorado, l'11 luglio 1869.